# Villach-Land
Het politieke district Bezirk Villach-Land in de Oostenrijkse deelstaat Karinthië bestaat uit een aantal gemeenten. Er zijn geen zelfstandige steden in het district.

## Gemeenten

### Marktgemeinden
- Arnoldstein
- Bad Bleiberg
- Finkenstein am Faaker See
- Nötsch im Gailtal
- Paternion
- Rosegg
- Sankt Jakob im Rosental
- Treffen
- Velden am Wörther See

### Gemeinden
- Afritz am See
- Arriach
- Feistritz an der Gail
- Feld am See
- Ferndorf
- Fresach
- Hohenthurn
- Stockenboi
- Weißenstein
- Wernberg